# Dorsal

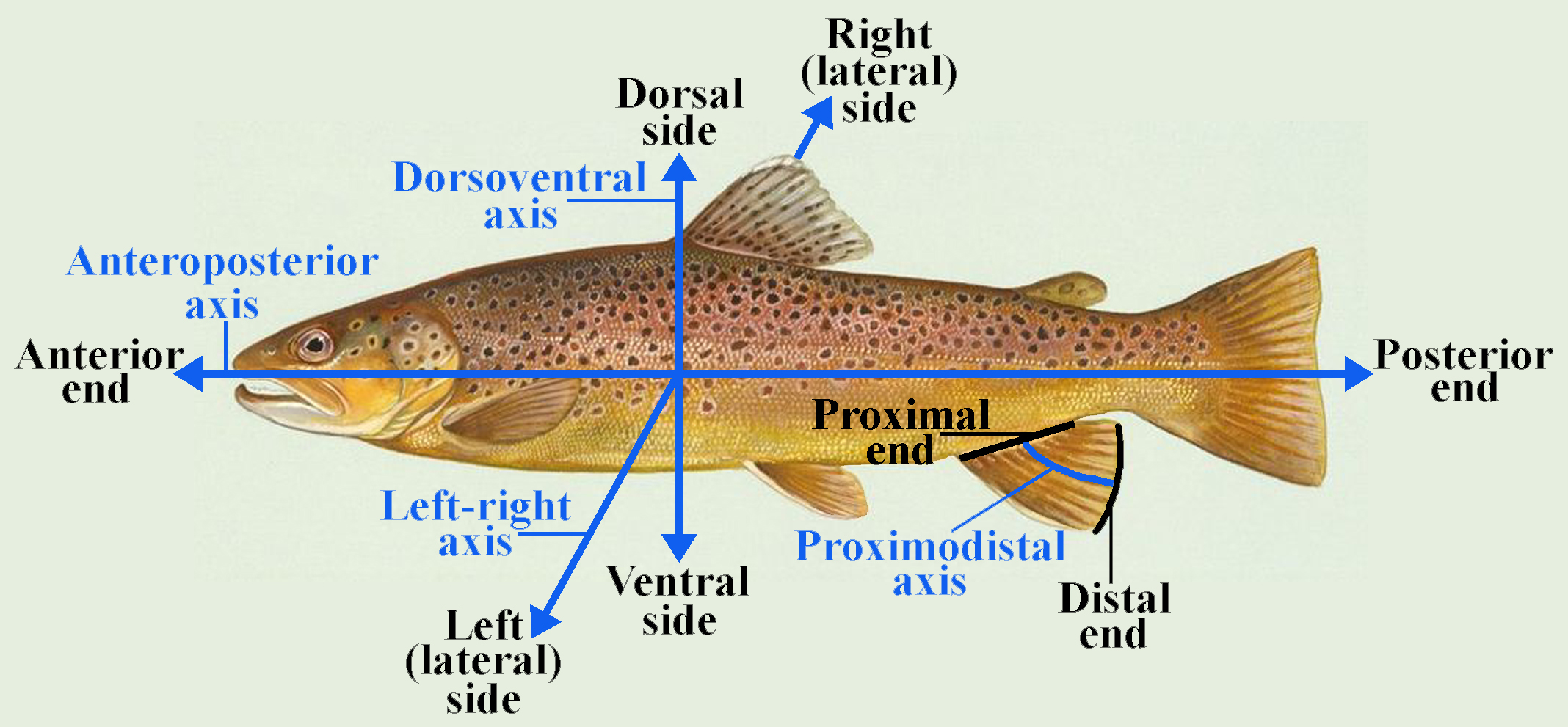
Illustration av anatomiska lägestermer, bland annat dorsal, på en fisk.

Dorsum är den latinska termen för rygg. Ordet står dels för hela organismen rygg men också exempelvis handens och fotens ovansida, som även på svenska benämns handrygg resp. fotrygg, och näsans kant näsryggen. Dorsal är något som har med någots ryggsida att göra. När fotleden böjs kan rörelsen kallas dorsal eftersom foten röres med fotryggen, dess dorsala sida, först.
Den stora pulsblodåder som löper längs ryggraden och hos människan kallas stora kroppspulsådern eller aorta, kan också kallas dorsalaorta. Hos fiskar finns nämligen en annan stor pulsåder närmare buksidan, ventralaorta.
Fonetikens dorsala konsonanter heter så eftersom tungans ovansida, dess "rygg", används när man skapar dessa ljud.
Motsatsen, buksidan, kallas ventral.